# مايكل فيرلاند
مايكل فيرلاند هو لاعب هوكي الجليد كندي، ولد في 20 أبريل 1992 في Swan River, Manitoba ‏ في كندا.

## وصلات خارجية
- مايكل فيرلاند على موقع دوري الهوكي الوطني (الإنجليزية)
- مايكل فيرلاند على موقع EliteProspects.com (الإنجليزية)
- مايكل فيرلاند على موقع Eurohockey.com (الإنجليزية)
- مايكل فيرلاند على موقع HockeyDB.com (الإنجليزية)
- مايكل فيرلاند على موقع Hockey-Reference.com (الإنجليزية)